# Clase De Zeven Provinciën
Las fragatas de la clase De Zeven Provinciën son fragatas de defensa aérea y de mando altamente avanzadas en servicio con la Marina Koninklijke (Real Armada de Holanda). Esta clase de naves es también conocida como LCF (Luchtverdedigings-en commandofregat, fragata de defensa aérea y mando). Los barcos son similares en papel y misión a las fragatas de la clase alemana Sachsen.

## Guerra antiaérea

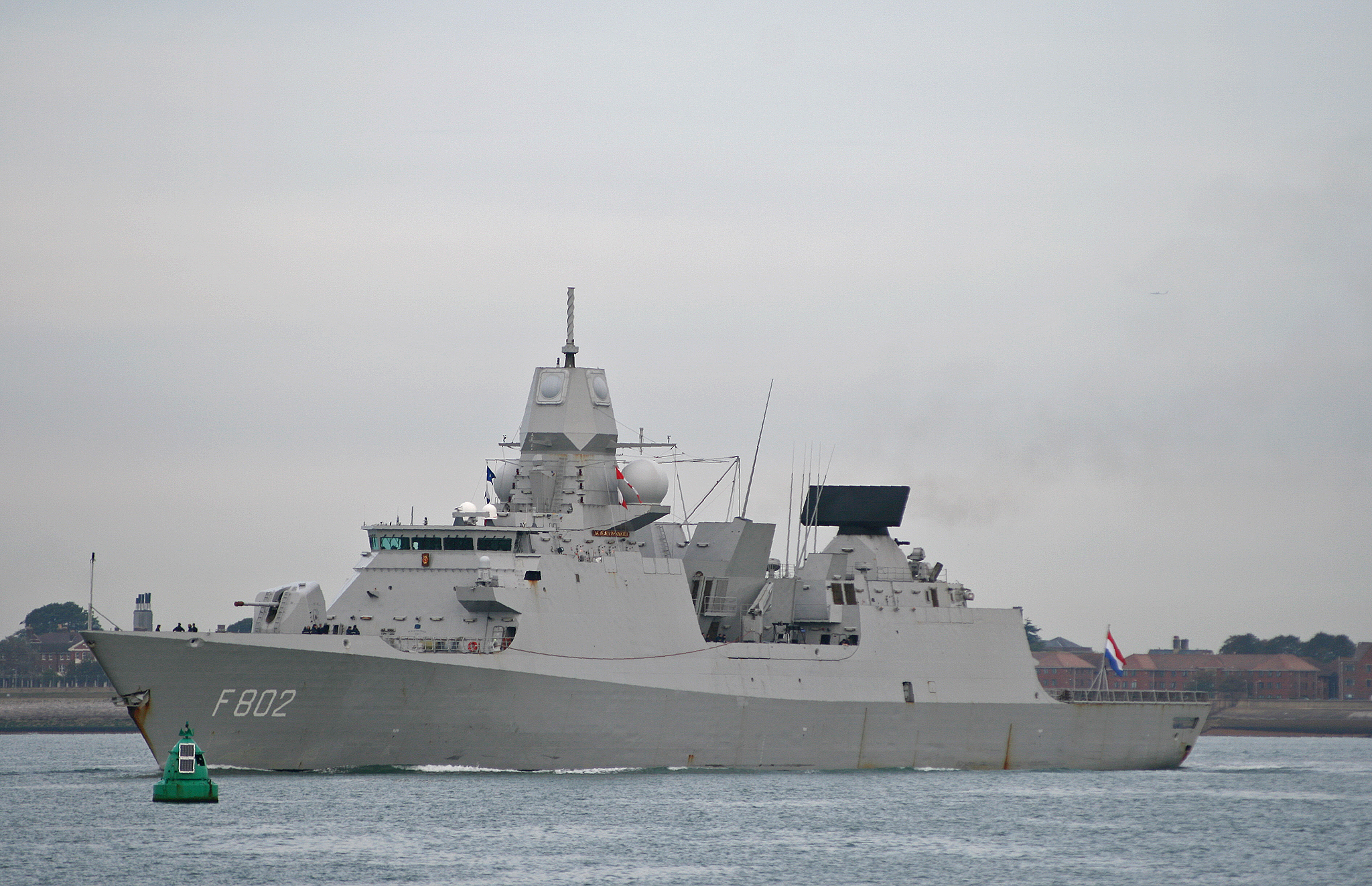
HNLMS De Zeven Provincien (F802) partiendo de la Base Naval de Portsmouth, Reino Unido, el 21 de septiembre de 2009.

Estos barcos fueron optimizados para el papel de guerra antiaérea. Para ello los buques han sido equipados con un sensor avanzado y una suite de armas. Los sensores primarios para esta función son el radar de vigilancia de largo alcance SMART-L y el radar multifunción APAR. El SMART-L y APAR son altamente complementarios, en el sentido de que el SMART-L es un radar en banda D proporcionando vigilancia de muy largo alcance mientras el APAR es un radar en banda I proporciona seguimiento de objetivos de forma precisa, una capacidad de búsqueda de horizonte altamente capaz y orientación de misiles mediante la técnica de Iluminación de Onda Continua Interrumpida (ICWI), permitiendo la orientación de 32 misiles con radar semiactivo en vuelo simultáneamente, incluyendo 16 en la fase terminal de orientación. Las armas antiaéreas primarias son la defensa de punto con los misiles Evolved Sea Sparrow y la defensa de zona con los SM-2 bloque IIIA. El sistema de lanzamiento vertical Mk 41 sirve para alojar y lanzar esos misiles. En total 32 misiles Evolved Sea Sparrow y 32 SM-2 Block IIIA.

## Defensa contra misiles balísticos
La Marina Koninklijke está investigando el uso de estas naves para la función de Defensa de Misiles Balísticos (BMD). Durante las pruebas realizadas por el HNLMS Tromp en el Océano Pacífico cerca de Hawái, se probaron modificaciones experimentales en el SMART-L para conseguir incluso un mayor alcance. Se ha realizado un estudio por la Marina Koninklijke, la Organización de Material de Defensa de Holanda, Thales Nederland, Sistemas de Misiles Raytheon, El Laboratorio de Física Aplicada de la Johns Hopkins University y Lockheed Martin para establecer la viabilidad de modificar la clase De Zeven Provinciën para proporcionarle la capacidad de interceptar misiles balísticos. En concreto, el estudio examina la posibilidad de integrar el misil SM-3 bloque IB con los radares SMART-L y APAR. El estudio concluyó que - con ciertas modificaciones al SMART-L y APAR, así como al sistema de gestión de combate del buque y al propio misil – la Defensa de Misiles Balísticos (BMD) podría lograrse con la clase De Zeven Provinciën.

## Guerra de superficie y submarina
Como se señaló anteriormente, estos barcos fueron optimizados para la guerra antiaérea, pero también tienen armas a bordo capaces de atacar objetivos de superficie y submarinos, por ejemplo: los misiles RGM-84F Harpoon y torpedos Mk 46.
Ha existido planes para equipar a algunas de las fragatas de la clase De Zeven Provinciën con un total de 32 misiles de crucero BGM-109 Tomahawk, pero estos fueron aplazados en mayo de 2005.

## Clasificación
Las naves están clasificadas como fragatas por la Armada de Holanda pero internacionalmente se las clasifica como destructores porque se adaptan mejor a su armamento y función.

## Disparos reales de misiles
En noviembre de 2003, a unas 200 millas náuticas (370 km.) de las Azores, se probó la capacidad de guiado de misiles haciendo lanzamientos contra objetivos reales por primera vez. Los lanzamientos involucraron el disparo de un ESSM y un SM-2 bloque IIIA. Estos disparos fueron los primeros hechos nunca por un buque utilizando la transmisión por Matriz Activa de Guiado Electrónico (es decir, APAR) guiando misiles utilizando la técnica ICWI en un entorno operacional. Como los relacionados por Jane's Navy International:

Durante las pruebas de seguimiento y de disparos de misiles, los perfiles de objetivos fueron proporcionados por los drones subsónicos de medio alcance construidos en Grecia por EADS/3Sigma Iris PVK. [...] Según el RNLN... "El APAR detectó inmediatamente al misil y mantuvo el trayecto hasta su destrucción". [...] Estas pruebas innovadoras representan la primera verificación real en el mundo del funcionamiento de la técnica ICWI.
Se realizaron más lanzamientos reales en marzo de 2005, otra vez en el Océano Atlántico, a unas 180 millas náuticas (330 km.) al oeste de las Azores. Las pruebas involucraron tres tandas de lanzamiento incluyendo el lanzamiento de un solo SM-2 bloque IIIA contra un drone Iris a larga distancia, un solo ESSM contra otro Iris y el lanzamiento de dos salvas (una salva compuesta por dos SM-2 bloque IIIAs y otra compuesta por dos ESSMs) contra dos aviones teledirigidos Iris entrantes. El largo alcance del SM-2 contratado al parecer resultó en una intercepción a más de 100 km de la nave, con una longitud del misil objetivo de 8 pies (los fusibles de proximidad de la ojiva se deshabilitaron para la finalidad de la prueba).

## Operaciones contra la piratería
Los buques de la clase De Zeven Provinciën han participado en operaciones contra la piratería en el Cuerno de África. Los objetivos no tradicionales (es decir, pequeños y lentos o incluso objetivos superficiales estáticos) pueden ser un reto para los radares doppler diseñados para detectar amenazas de "alta gama". Sin embargo, según la revista de defensa Jane’s International:

[El RNLN ha reportado gran éxito usando software hecho a medida para búsqueda de superficie establecido en los APAR equipados en las fragatas de la clase De Zeven Provinciën desplegadas en funciones de lucha contra la piratería. Sacrificando algunas de las capacidades de “alta gama” en la guerra antiaérea del APAR, que eran consideradas innecesarias para la función antipiratería, su rendimiento y resolución mejoraron en la función de búsqueda de superficie.
La fragata de la clase De Zeven Provinciën HNLMS Tromp rescató en abril de 2010 al buque contenedor MV Taipan.

## Lista de buques
| Identificación | Nombre                           | Comenzado               | Botado              | Comisionado         |
| -------------- | -------------------------------- | ----------------------- | ------------------- | ------------------- |
| F802           | HNLMS De Zeven Provinciën (F802) | 1 de septiembre de 1998 | 8 de abril de 2000  | 26 de abril de 2002 |
| F803           | HNLMS Tromp (F803)               | 3 de septiembre de 1999 | 7 de abril de 2001  | 14 de marzo de 2003 |
| F804           | HNLMS De Ruyter (F804)           | 1 de septiembre de 2000 | 13 de abril de 2002 | 22 de abril de 2004 |
| F805           | HNLMS Evertsen (F805)            | 3 de septiembre de 2001 | 19 de abril de 2003 | 10 de junio de 2005 |

Todos los barcos fueron construidos en el astillero de la Royal Schelde en Vlissingen, Holanda.